# Aeroport de Kuopio

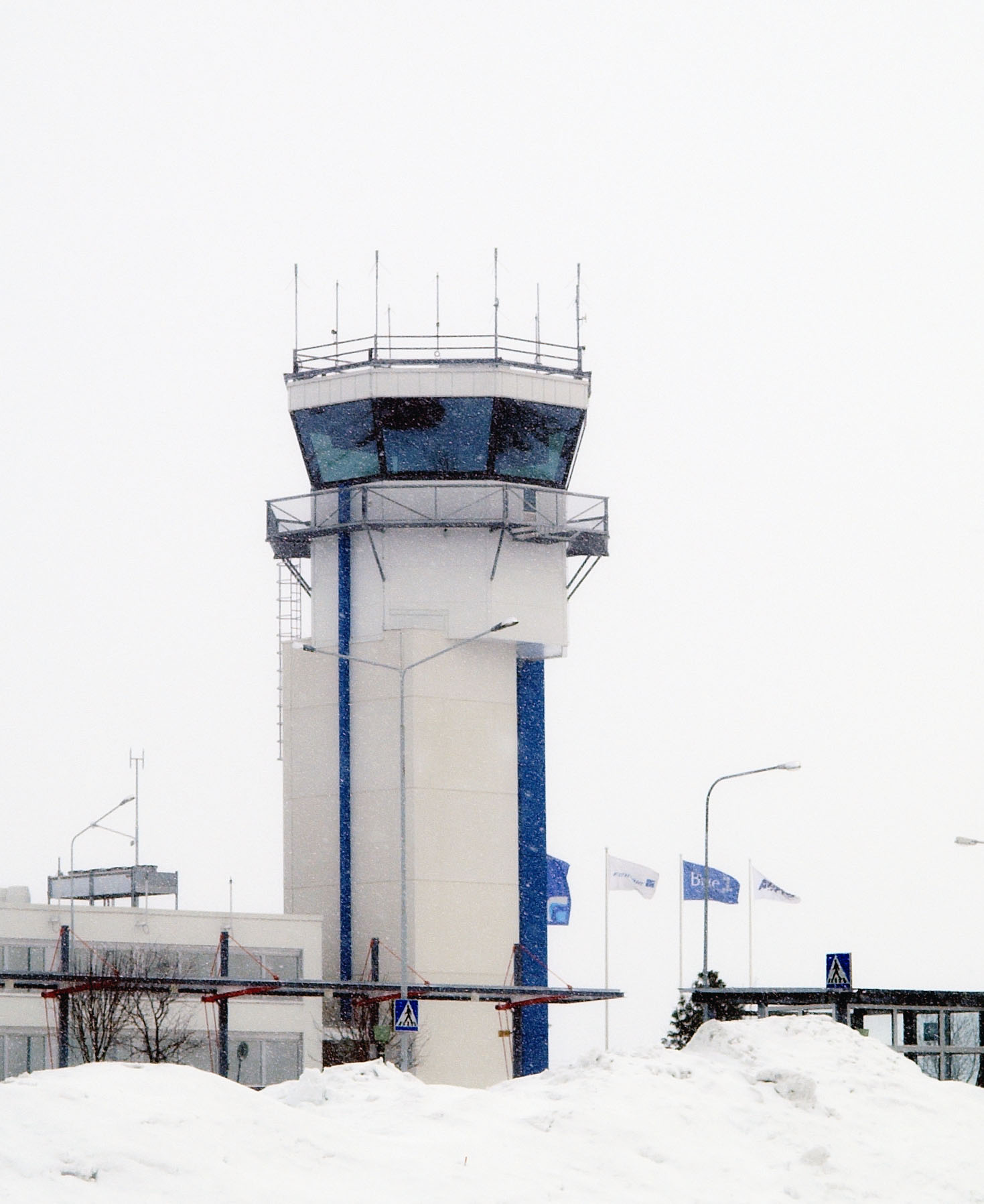
La nova Torre de Control del Tràfic Aeri.

L'Aeroport de Kuopio (IATA: KUO, ICAO: EFKU) és un aeroport situat a Siilinjärvi, Finlàndia, aproximadament 14 quilòmetres (9 mi) al nord del centre de la ciutat de Kuopio. És el setè aeroport més transitat a Finlàndia, comptant el nombre de passatgers (ca. 254,000 l'any 2010).

## Història
L'aeroport de Kuopio va ser finalitzat el novembre de 1939 i les operacions de vol es van iniciar el mes de maig de 1940. Va ser utilitzat per la Luftwaffe durant la Segona Guerra Mundial (1942–43). Durant la Guerra de Continuació les pistes van ser fetes de contraplacat. La primera terminal va ser oberta l'any 1949 abans que una de nova la reemplacés l'any 1971. L'any 2004, l'aeroport de Kuopio va ser escollit Aeroport de l'Any a Finlàndia. L'any 2006, l'aeroport de Kuopio va ser un dels únics cinc aeroports amb beneficis a Finlàndia, gràcies a l'ús compartit de les pistes per la Karelian Air Command de la Força Aèria Finlandesa i línies aèries civils. Kuopio va tenir la seva primera ruta internacional planificada quan AirBaltic va començar a operar vols directes a Riga (Letònia) en el període 2008–2011.

## Terminal del llac

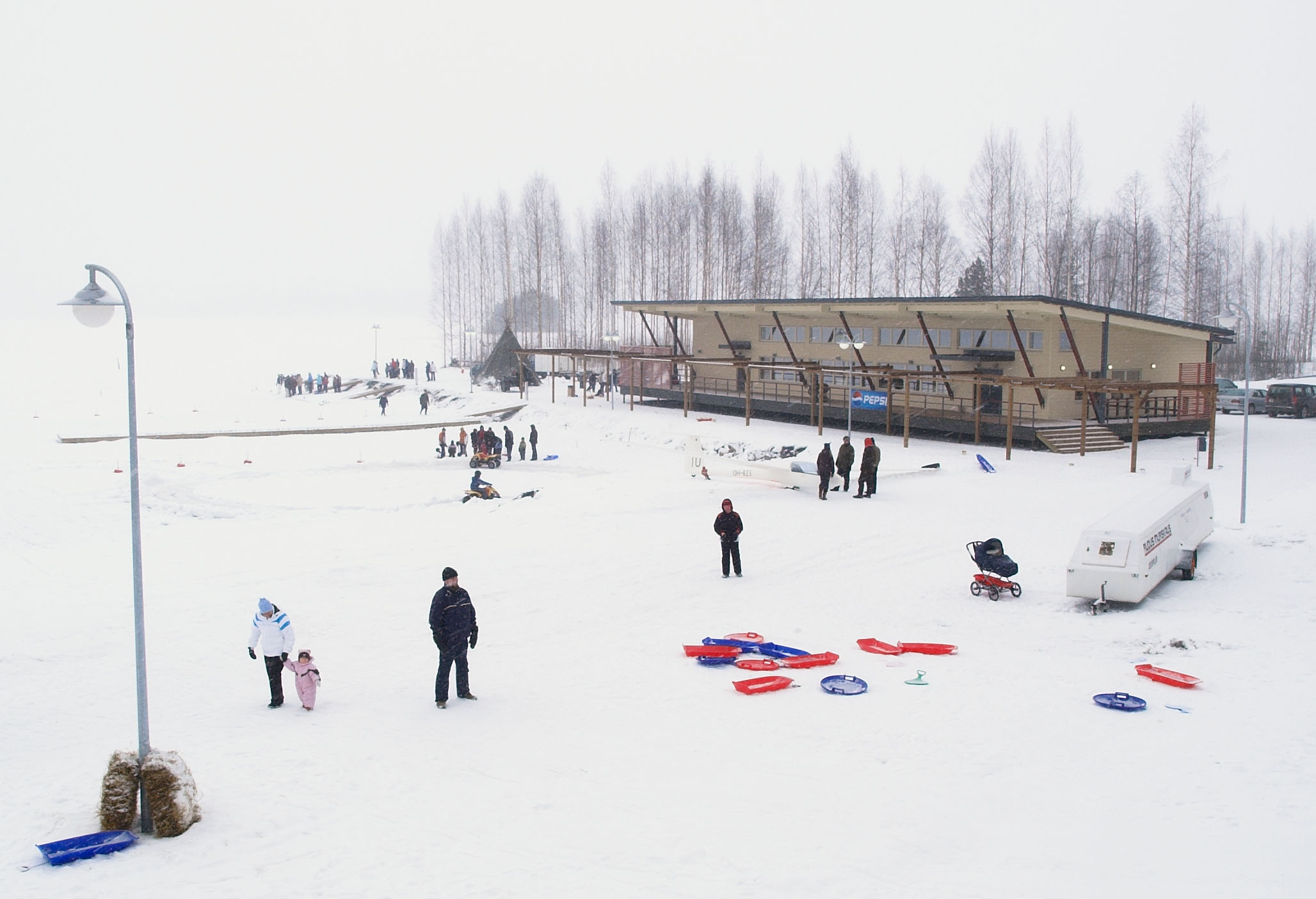
Terminal de llac
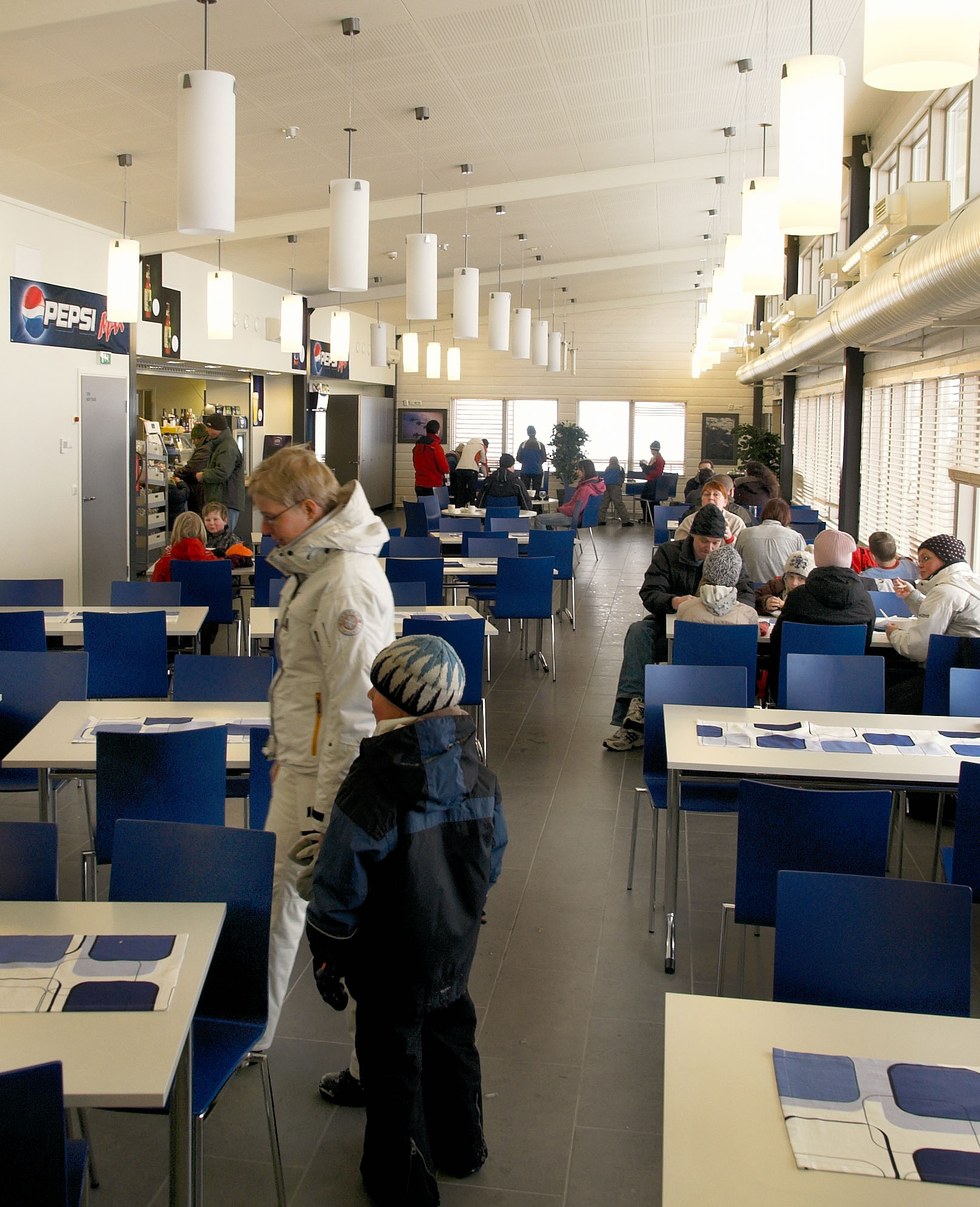
Terminal del Llac (interior)
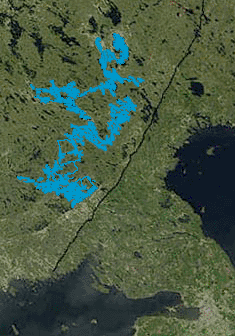
Llac Saimaa (ressaltat)

La terminal del Llac va ser completada el mes de març de 2008. Està situada uns 200 metres (660 ft) de la torre de l'aeroport. Connecta l'aeroport amb la regió del Llac Saimaa.
El Llac Saimaa ofereix una connexió per via navegable a les ciutats de la Regió dels Llacs finlandeses: Imatra, Joensuu, Kuopio, Lappeenranta, Mikkeli, Savonlinna i Varkaus. El riu Vuoksi flueix del Saimaa al Llac Làdoga (Rússia). El Canal Saimaa connecta Saimaa amb el Golf de Finlàndia.

## Línies aèries i destinacions
| Aerolínies                                   | Destinacions                                 |
| -------------------------------------------- | -------------------------------------------- |
| Finnair                                      | Hèlsinki                                     |
| Finnair operated by Nordic Regional Airlines | Hèlsinki                                     |
| Primera Air                                  | Seasonal: Eilat-Ovda, Gran Canària, La Palma |
| Thomas Cook Airlines                         | Seasonal: Gran Canària                       |

## Accidents i incidents
- El 3 d'octubre de 1978, un avió Douglas C-47A DO-10 de la Força Aèria Finlandesa es va estavellar contra el Llac Juuruvesi quan intentava retornar a l'aeroport de Kuopio. L'aeronau feia un vol militar a l'Aeroport de Hèlsinki quan un motor va fallar poc després d'enlairar-se i va prendre la decisió de retornar a Kuopio.[8]

## Força Aèria Finlandesa
L'aeroport de Kuopio és també la seu de la Karelian Air Command de la Força Aèria Finlandesa i del Fighter Squadron 31 (VFA-31).

## Estadística
| Any  | Passatgers domèstics | Passatgers internacionals | Passatgers totals | Canvi  |
| ---- | -------------------- | ------------------------- | ----------------- | ------ |
| 2005 | 274,954              | 32,785                    | 307,739           | +6.5%  |
| 2006 | 289,231              | 42,971                    | 332,202           | +7.9%  |
| 2007 | 270,430              | 33,774                    | 304,204           | −8.4%  |
| 2008 | 252,616              | 37,601                    | 290,247           | −4.6%  |
| 2009 | 220,018              | 30,546                    | 250,564           | −13.7% |
| 2010 | 207,067              | 46,545                    | 253,612           | +1.2%  |
| 2011 | 244,472              | 39,933                    | 284,405           | +12.1% |
| 2014 | 221,722              | 38,642                    | 260,364           | -0.3%  |
| 2015 | 202,041              | 30,226                    | 232,267           | -10.8% |
| 2016 | 200,569              | 26,625                    | 227,194           | -2.2%  |
| 2017 | 207,276              | 28,135                    | 235,411           | +3.6%  |

## Transport de terra
| Autobús | Kuopio Transport públic | 40              | Plaça de mercat (finès: Kauppatori: finès: Kauppatori) | joukkoliikenne.kuopio.fi Arxivat 2017-08-17 a Wayback Machine. | Cada hora en dies laborables |
| Taxi    | Savon Taksidata         | Taxi d'aeroport | Kuopio                                                 | www.savontaksidata.fi Arxivat 2018-01-19 a Wayback Machine.    | Segons els horaris dels vols |